# Eduard Girbal i Jaume
Eduard Girbal i Jaume (Girona, 1881 — Barcelona, 1947) fou un escriptor.
Fill d'Enric Claudi Girbal i germà de Ferran Girbal i Jaume (també escriptor). Conreà la poesia, l'assaig, el teatre i la novel·la. S'adscriu dins el corrent d'escriptors ruralistes de principis del segle xx. Va destacar per la defensa dels costums de muntanya, pel naturalisme, pel pairalisme i pels seus drames rurals.
Moltes d'aquestes narracions rurals són ambientades a l'àmbit geogràfic de Salo, Sant Mateu de Bages, Castelltallat, Vallmanya i Matamargó, poble on s'instal·là i va viure-hi una llarga temporada de la seva vida. Agnès Prats va recuperar el 2020 dels seus relats dispersos, reunits també per 1984, a La reencarnació de la Matèria. Són sis contes datats entre 1920 i 1933.
Com a periodista col·laborà especialment a les revistes La Renaixença, La Ilustració Catalana i el Cu-cut!, del qual fou director.
Participà assíduament als Jocs Florals de Barcelona, que guanyà nombrosos cops, i fou proclamat Mestre en Gai Saber el 1912.

## Obra

### Poesia
- La corda viva (1908)
- Primer llibre de les dones (1909)

### Teatre
- El castell d'iràs i no en tornaràs (1913)

### Novel·la
- L'estrella amb cua (1919)
- Oratjol de la Serra (1919)
- La tragèdia de cal Pere Llarg (1923), reeditada el 2006 fou finalista del Premi Llibreter de narrativa[4]
- La Cuaranya (1924), mai localitzada
- Figures de la Renaixença (1934)

### Narrativa
- La reencarnació de la Matèria (2020), publicada pòstumament

### Obres presentades als Jocs Florals de Barcelona[5]
- Jaume de Mallorca (1906), accèssit a l'Englantina d'or
- Maravellades (1907), accèssit a premi extraordinari
- Pregària a Nostra Dona dels Romeus (1909), 2n accèssit a la Viola d'or i d'argent
- La fi dels almogàvers (1909), premi de l'Englantina d'or
- Cansó del Sionita (1910), 1r accèssit a l'Englantina d'or
- La batalla de Cap d'Orland (1910), 2n accèssit a l'Englantina d'or
- Elegia perduda (1911), premi de l'Englantina d'or
- Joan Garí (1911), accèssit a l'Englantina d'or
- Rondalla de petons (1911), 1r accèssit a la Copa Artística
- Espanya endins (1912), premi de l'Englantina d'or
- L'home del forn dels pagayres (1916), premi de Copa Artística
- Esqueix (1917), premi extraordinari dels Mantenidors
- En Gem dels àcits (1918), 1r accèssit a la Copa Artística
- L'Assumpta de Donadiu (1919)
- Proses silvestres (1919), premi de la Copa Artística
- Fochs en solitud (1920)
- <<...>> (1920), premi extraordinari dels Mantenidors
- Lilium inter spinas o El cas de la mestre nova (1923), premi extraordinari dels Mantenidors
- Els rellotges de Mossèn Serraclara (1932, 1933 i 1934)
- Historia de la meca (1933)
- De com la Genissa Saborella es va tornar bruixa (1933), premi de la Copa Artística[6]